# Олюторська затока
Олюторська затока (рос. Олюторский залив) — затока Берингового моря на північно-східному узбережжі Камчатки.

## Географія
Розташована між півостровами Олюторський і Говена. Відкрита на південь, заглиблена у материк на 83 км. Ширина затоки біля входу 228 км, глибина до 1000 м (у південній частині).
У затоку впадають численні річки і струмки серед них: Пахача, Апука, Анічкланваям, Нимлінваям, Імка, Кавача, Ягитиваям та інші.
На її узбережжі знаходяться миси Говена, Вравр, Тавухін, Грізний, Хрещений вогнем, Сигнальний, Останці, Лагунний, Сірий, Анана, Німівіткін (Кріна), Олюторський. Західна частина берега затоки висока і утворюється Пильгінським хребтом (висота до 1357 м), на узбережжі знаходяться лагуни Тантікун, Середня, Каукт, бухти Лаврова, Сумніви, Південна Глибока. Східна частина узбережжя порівняно низинна, тут знаходяться лагуни Кавача і Анана, лимани Евекун і Пахачинський
З грудня по травень біля берегів затоки припай. Припливи величиною від 0,3 до 1,9 м, півдобові.

## Адміністративні дані
Адміністративно затока входить в Камчатський край Росії.
Основні населені пункти на узбережжі — Пахачі і Апука.

## Додаткові факти
- Саме в Олюторській затоці, судячи з позначками на карті, проходить дію кінофільму «Оселя зла: Відплата». За сценарієм, тут знаходиться покинута база ВМФ СРСР, викуплена корпорацією «Umbrella». На дні затоки ними був побудований головний лабораторний корпус корпорації, в якому проводилися моделювання сценаріїв застосування біологічної зброї в декількох містах світу.